# Air Cairo
Air Cairo — египетская чартерная авиакомпания со штаб-квартирой в Каире, предоставляющая услуги пассажирских перевозок по договорам с туристическими компаниями из Европы, Африки и Азии в Египет. Полностью принадлежит флагману страны — авиакомпании EgyptAir.
Портом приписки Air Cairo и её транзитным узлом (хабом) является международный аэропорт Каира, штаб-квартира перевозчика находится в каирском районе Шератон-Гелиополис.

## История
Авиакомпания Air Cairo была основана инвестиционным холдингом «Kato Froup» в партнёрстве с объединением туристических операторов Египта и начала операционную деятельность в 1997 году. Спустя пять лет национальная авиакомпания страны EgyptAir приобрела 40% (и в дальнейшем увеличила до 60%) собственности Air Cairo, после чего передала эксплуатируемые самолёты производства ОКБ Туполева и часть маршрутной сети, обслуживаемой на этих лайнерах, во вновь созданную авиакомпанию Cairo Aviation. В настоящее время Air Cairo позиционируется, как чартерное подразделение флагмана EgyptAir.

## Собственники
- EgyptAir — 60%
- Национальный банк Египта — 20%
- Банк «Misr» — 20%

## Флот
В январе 2021 года воздушный флот авиакомпании Air Cairo составляли следующие самолёты:
| Тип самолёта    | В эксплуатации | Заказано | Пассажирских мест | Примечания |  |
| --------------- | -------------- | -------- | ----------------- | ---------- |  |
| Airbus A320-200 | 7              | —        | 174               |            |  |
| Airbus A320neo  | 1              | 2        | 186               |            |  |
| Всего           | 8              | 2        |                   |            |  |